# Trung tâm dữ liệu

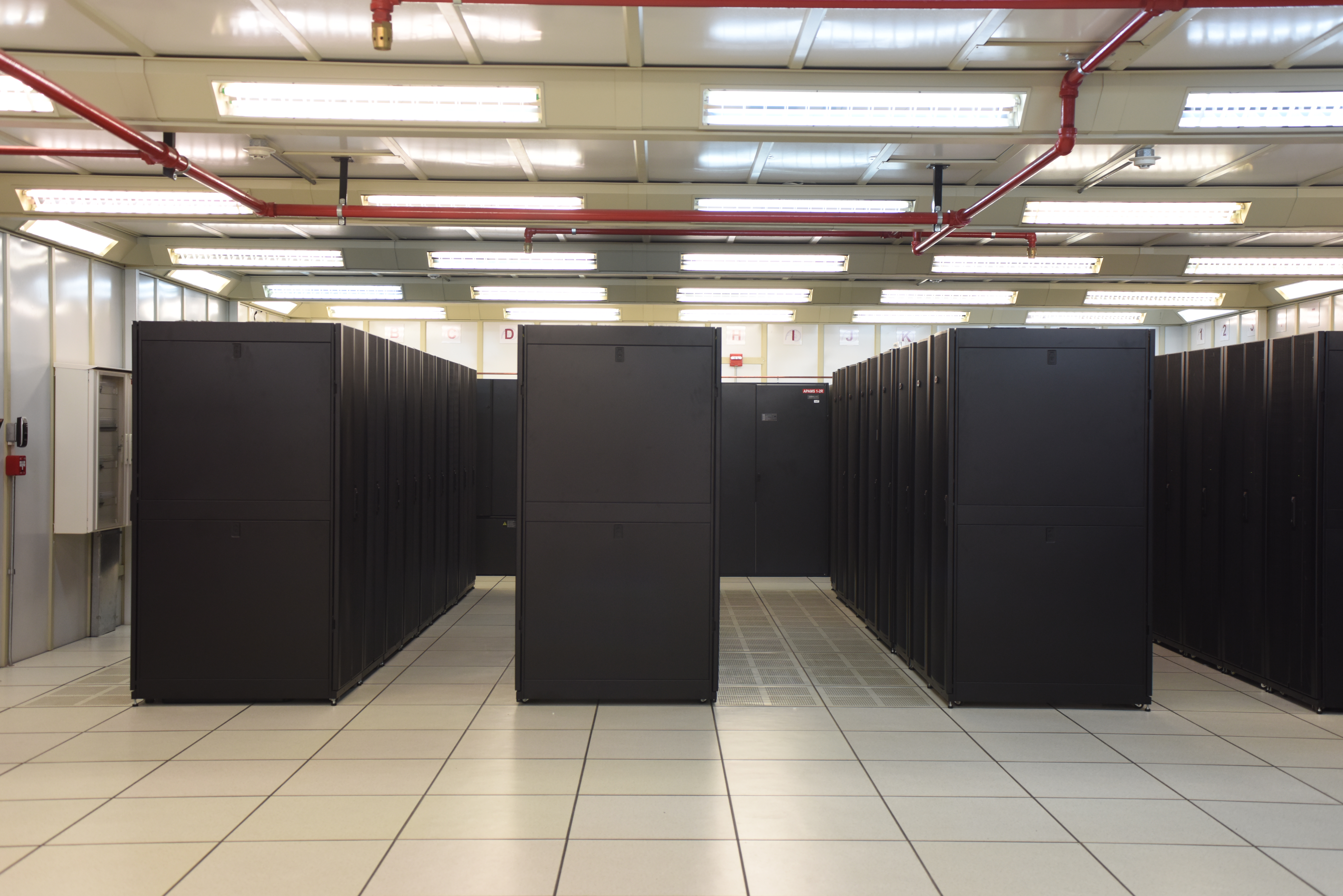
Trung tâm dữ liệu ARSAT (2014)

Trung tâm dữ liệu (tiếng Anh Mỹ: data center, hoặc tiếng Anh Anh: data centre),  là một tòa nhà, không gian dành riêng trong tòa nhà hoặc một nhóm các tòa nhà  được sử dụng để chứa các hệ thống máy tính và các thành phần liên quan, chẳng hạn như hệ thống viễn thông và hệ thống lưu trữ.
Do hoạt động CNTT rất quan trọng đối với hoạt động kinh doanh, nên nó thường bao gồm các thành phần dự phòng hoặc cơ sở hạ tầng để cung cấp điện, kết nối truyền dữ liệu, kiểm soát môi trường (ví dụ như điều hòa không khí, chữa cháy) và các thiết bị bảo mật khác nhau. Một trung tâm dữ liệu lớn là một hoạt động quy mô công nghiệp sử dụng nhiều điện ngang với một thị trấn nhỏ.

## Lịch sử

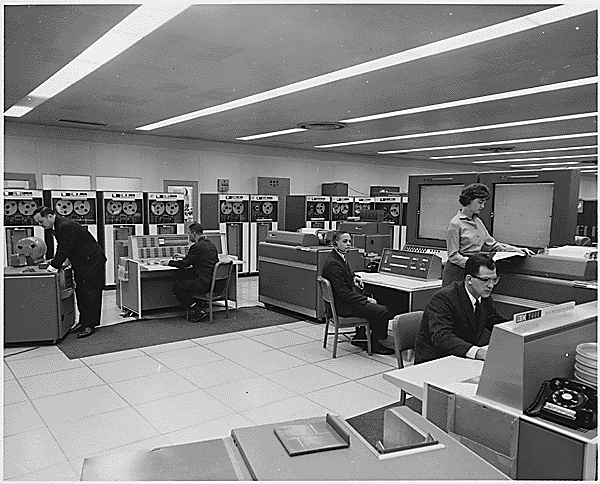
Phòng máy tính điều khiển nhiệm vụ của NASA k. 1962

Các trung tâm dữ liệu bắt nguồn từ các phòng máy tính khổng lồ của thập niên 1940, tiêu biểu là ENIAC, một trong những ví dụ sớm nhất của một trung tâm dữ liệu.  Các hệ thống máy tính ban đầu, phức tạp để vận hành và bảo trì, đòi hỏi một môi trường đặc biệt để vận hành. Nhiều dây cáp là cần thiết để kết nối tất cả các thành phần, và các phương pháp để chứa và sắp xếp chúng được phát minh như giá đỡ tiêu chuẩn để lắp thiết bị, sàn nâng và khay cáp (lắp đặt trên cao hoặc dưới sàn nâng). Một máy tính lớn duy nhất cần rất nhiều năng lượng và phải được làm mát để tránh quá nóng. An ninh trở nên quan trọng   - máy tính đắt tiền và thường được sử dụng cho mục đích quân sự.   Do đó, hướng dẫn thiết kế cơ bản để kiểm soát truy cập vào phòng máy tính đã được tạo ra.
Trong thời kỳ bùng nổ của ngành công nghiệp máy vi tính và đặc biệt là trong những năm 1980, người dùng bắt đầu triển khai máy tính ở khắp mọi nơi, trong nhiều trường hợp không có hoặc không quan tâm đến các yêu cầu vận hành. Tuy nhiên, khi các hoạt động công nghệ thông tin (CNTT) bắt đầu phát triển phức tạp, các tổ chức đã nhận thức được sự cần thiết phải kiểm soát tài nguyên CNTT. Sự ra đời của Unix từ đầu những năm 1970 đã dẫn tới sự gia tăng tiếp theo của tự do có sẵn Linux -tương thích PC hoạt động-hệ thống trong những năm 1990. Chúng được gọi là " máy chủ ", vì các hệ điều hành chia sẻ thời gian như Unix phụ thuộc rất nhiều vào mô hình máy chủ-máy khách để tạo điều kiện chia sẻ tài nguyên duy nhất giữa nhiều người dùng. Sự sẵn có của các thiết bị mạng rẻ tiền, cùng với các tiêu chuẩn mới cho hệ thống cáp có cấu trúc mạng, cho phép sử dụng một thiết kế phân cấp đặt các máy chủ trong một phòng cụ thể trong công ty. Việc sử dụng thuật ngữ "trung tâm dữ liệu", như được áp dụng cho các phòng máy tính được thiết kế đặc biệt, bắt đầu được công nhận phổ biến về thời gian này. 

## Server
Server là một thiết bị đặc biệt trong data center, được thiết kế để cung cấp các dịch vụ máy chủ, bao gồm lưu trữ và xử lý dữ liệu. Một server có thể được sử dụng để lưu trữ các trang web, chạy các ứng dụng di động, hoặc thực hiện các chức năng khác liên quan đến hệ thống máy chủ.

## Network
Mạng là một phần quan trọng trong hệ thống data center, được sử dụng để kết nối các server và thiết bị khác trong hệ thống. Hệ thống mạng bao gồm các router, switch, và các thiết bị kết nối khác để cung cấp một mạng kết nối đáng tin cậy giữa các thiết bị trong data center.

## Storage
Hệ thống lưu trữ dữ liệu là một phần quan trọng trong data center, được sử dụng để lưu trữ và quản lý các tệp dữ liệu của doanh nghiệp hoặc tổ chức. Hệ thống lưu trữ dữ liệu bao gồm các phương tiện lưu trữ như đĩa cứng, băng rộng và ổ đĩa SSD.

## Cloud computing
Cloud computing là một hình thức cung cấp các dịch vụ trực tuyến, bao gồm lưu trữ và xử lý dữ liệu, thông qua một mạng Internet. Cloud computing được sử dụng trong data center để cung cấp các dịch vụ như lưu trữ dữ liệu, phần mềm và các ứng dụng.

## Virtualization
Virtualization là quá trình tạo ra một môi trường ảo để chạy các hệ thống máy chủ trên một máy chủ vật lý. Virtualization giúp tối ưu hóa việc sử dụng tài nguyên của máy chủ, cải thiện hiệu suất và đồng thời giảm chi phí vận hành. Virtualization là một công nghệ quan trọng trong hệ thống data center, được sử dụng để tạo ra các máy chủ ảo để chạy các ứng dụng và dịch vụ.

## Backup
Backup là quá trình sao lưu và lưu trữ các bản sao dữ liệu, giúp đảm bảo rằng các thông tin quan trọng của doanh nghiệp sẽ không bị mất trong trường hợp xảy ra sự cố về hệ thống. Backup là một phần quan trọng trong hệ thống data center, đảm bảo sự an toàn và đáng tin cậy của dữ liệu.

## Disaster recovery
Disaster recovery là một kế hoạch phục hồi hệ thống trong trường hợp xảy ra sự cố về hệ thống, giúp đảm bảo rằng hệ thống sẽ được phục hồi nhanh chóng và các dịch vụ của doanh nghiệp không bị gián đoạn quá lâu. Disaster recovery là một phần quan trọng trong hệ thống data center, giúp đảm bảo sự an toàn và đáng tin cậy của hệ thống.

## Cooling
Cooling là quá trình kiểm soát nhiệt độ và độ ẩm trong data center, giúp bảo vệ các thiết bị và hệ thống khỏi sự cố về nhiệt độ và độ ẩm. Cooling là một phần quan trọng trong hệ thống data center, đảm bảo rằng các thiết bị và hệ thống luôn hoạt động ở mức nhiệt độ và độ ẩm tối ưu.

## Power supply
Power supply là cung cấp điện cho các thiết bị và hệ thống trong data center. Điện năng là một yếu tố cực kỳ quan trọng trong hệ thống data center, và nó đảm bảo rằng các thiết bị và hệ thống sẽ luôn hoạt động đúng cách.

## Security
Security là quá trình bảo vệ các dữ liệu và thông tin quan trọng trong hệ thống data center khỏi các mối đe dọa an ninh mạng. Bảo mật là một yếu tố cực kỳ quan trọng trong hệ thống data center, đảm bảo rằng các thông tin quan trọng của doanh nghiệp sẽ được bảo vệ một cách an toàn và đáng tin cậy.